# 唇化软腭音
唇化软腭音或圆唇软腭音是唇化的软腭音，带/w/样次要调音，如[kʷ, ɡʷ, xʷ, ŋʷ]。常见于美洲、非洲、高加索地区等地。

## 唇化软腭近音
最常见的唇化软腭音是浊近音[w]。一般是个唇化软腭音，与其对应的元音[u]相同。（元音唇化也称圆唇，调音部位为软腭时就是后元音。）
[w]与其对应清音变体是唯二的有IPA符号的唇化软腭音：
| IPA | 描述           | 例子 | 例子   | 例子    | 例子 |
| IPA | 描述           | 语言 | 正字法 | IPA     | 词义 |
| --- | -------------- | ---- | ------ | ------- | ---- |
|     | 清圆唇软腭近音 | 英语 | which  | [ʍɪtʃ]1 | 哪个 |
|     | 浊圆唇软腭近音 | 英语 | witch  | [wɪtʃ]  | 女巫 |

- 1 - 此为区分which和witch的英语方言发音。

清近音一般称作“清唇软腭擦音”，但真正的双重调音擦音并不出现在任何语言中，两者听上去太像，且后者相当难读。

## 历时变化
唇化软腭音通常来自后接圆唇（唇化）元音，如[u]或[o]的普通软腭音。偶尔会变为简单唇音，如*k/gʷ+*a/o变为希腊语/p、b/，形成英语中一些迥异的异形同源词，如come和basis。完整的音变可见于日语萨摩方言：标准日语日语：／ kue“吃！”在萨摩北部变为[kʷe]，萨摩南部则进一步演化为[pe]。
另一个值得注意的变化是原始印欧语疑问词中*kʷ的演化。英语中演化为wh或h（how），绝大部分方言中分别读做/w/和/h/，经格林定律和wh复辅音的弱化而来。相反地，拉丁语及其后代罗曼语族中则演化为qu（后变为西班牙语cu（cuando）和c（como）），读作/k(w)/。英语表示qu的音位正写法kw正表明了其来源。